# يان نوفاك
يان نوفاك (بالسلوفاكية: Ján Novák)‏ هو لاعب كرة قدم سلوفاكي في مركز الهجوم، ولد في 6 مارس 1985 في تريبيشوف في سلوفاكيا. شارك مع منتخب سلوفاكيا لكرة القدم. أما مع النوادي، فقد لعب مع نادي تور ونادي جيلينا ونادي كوشيتسه.

## وصلات خارجية
- يان نوفاك على موقع الاتحاد الدولي (مؤرشف)  (الإنجليزية)
- يان نوفاك على موقع قاعدة بيانات كرة القدم.إي يو (الإنجليزية)
- يان نوفاك على موقع ناشيونال فوتبول تيمز (الإنجليزية)
- يان نوفاك على موقع Soccerway.com (الإنجليزية)
- يان نوفاك على موقع عالم كرة القدم.نت (الإنجليزية)